# David Hayes Agnew
David Hayes Agnew (Condado de Lancaster, Pensilvânia, 24 de novembro de 1818 – Filadélfia, 22 de março de 1892) foi um cirurgião americano.

## Biografia
Agnew nasceu em 24 de novembro de 1818, em Nobleville, Pensilvânia (atual Christiana). Era filho do Dr. Robert Agnew e de Agnes Noble, uma mulher de extraordinária força de caráter. Tanto por parte de mãe quanto por parte de pai, ele era descendente de escoceses-irlandeses.
Ele estudou na Academia de Moscou, no condado de Chester, no Washington & Jefferson College, em Canonsburg e no Delaware College, em Newark, Delaware. Ele se formou na Faculdade de Medicina da Universidade da Pensilvânia em 6 de abril de 1838. Voltou para Nobleville para ajudar seu pai em sua clínica. Trabalhou lá por dois anos. Seu pai era asmático e se mudou para Maryland em 1840 porque o clima era mais adequado à sua condição. Agnew mudou-se com ele.
Casou-se em 21 de novembro de 1841 com Margaret Creighton, filha de Samuel Irwin, do condado de Chester, Pensilvânia. Em 1843 se juntou aos irmãos de sua esposa para fundar a empresa de Irwin & Agnew, fundição de ferro, continuando o negócio deixado por seu sogro. Em 1846 a firma faliu, e Agnew retomou à prática da medicina nos condados de Chester e Lancaster. Em 1848 mudou-se para Filadélfia com o propósito de dedicar-se especialmente ao estudo e ensino de anatomia e cirurgia, e em 1852, comprou e reviveu a Escola de Anatomia da Filadélfia, onde por dez anos deu aulas. Ele era extremamente popular como conferencista e professor eminentemente prático, sendo notável por seus métodos simples, claros e diretos, seu total desrespeito ao esforço oratório e sua capacidade de tornar claras e facilmente compreensíveis até mesmo as porções obscuras de seu assunto. Quando ele assumiu o comando da turma, ela inicialmente contava apenas com nove alunos, mas subiu para duzentos e cinquenta, e teria sido maior se não fosse a falta de acomodação. Em 1854 foi eleito cirurgião do Hospital de Filadélfia, onde fundou um museu patológico. Organizou a Escola de Cirurgia Operatória da Filadélfia em 1863.
Ele foi eleito membro da Sociedade Filosófica Americana em 1872.
Durante a Guerra de Secessão, realizou muitas operações em soldados feridos trazidos para o Hospital do Exército de Hestonville e Mowry em Chestnut Hill, onde o Agnew e Thomas G. Morton alternavam como cirurgião consultor. Ele foi o principal operador de atendimento ao presidente James A. Garfield após seu assassinato. Como consultor e praticante, a qualidade mais notável de Agnew foi a solidez de seu julgamento. Sua força física e resistência eram extraordinárias e foi somente em 1889 que ele teve um sério colapso quando ficou confinado à cama com gripe.
Sua última doença foi em 1892, quando morreu, na Filadélfia, no dia 22 de março, de angina de peito.

### Outras nomeações

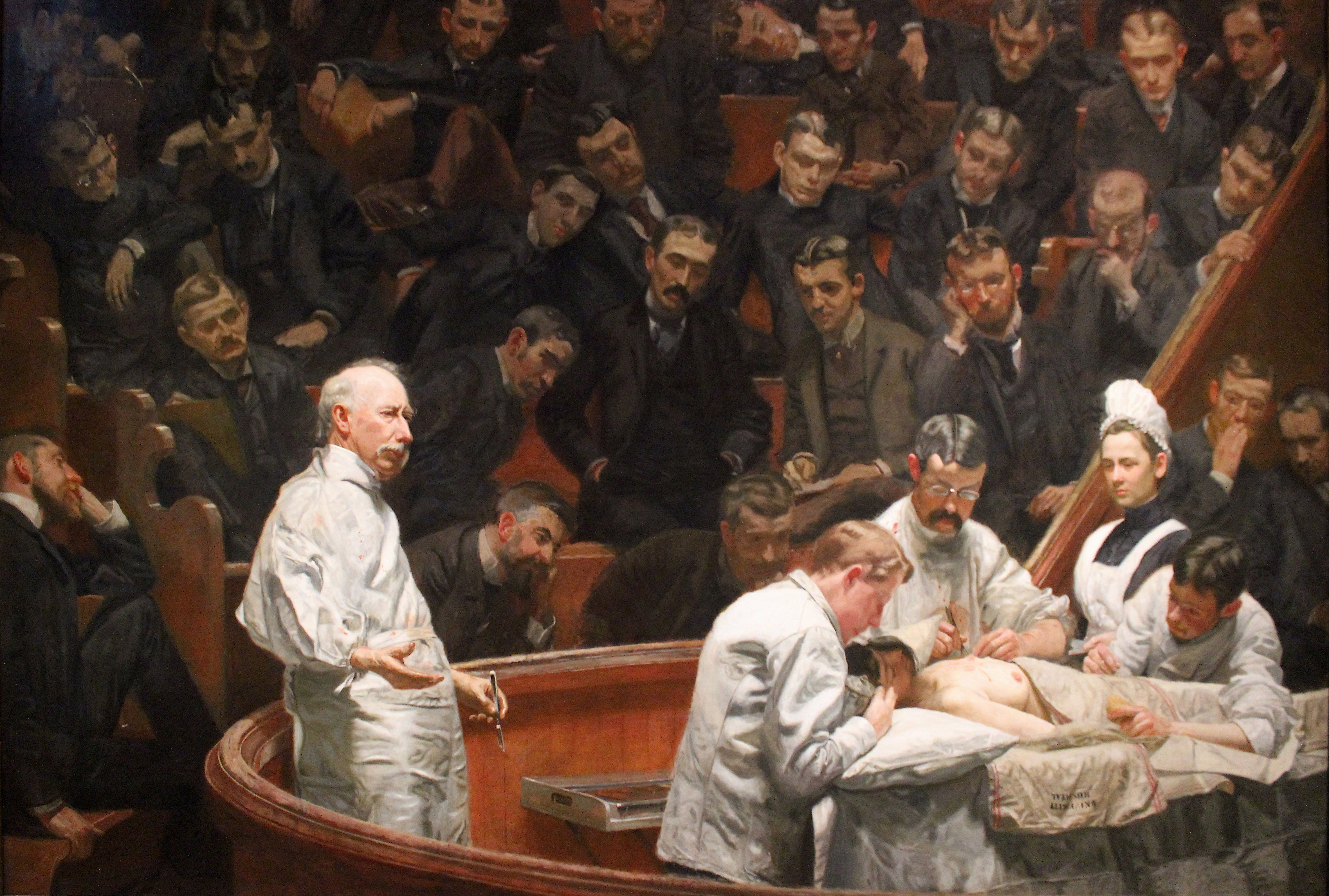
The Agnew Clinic por Thomas Eakins (1889)

Entre suas nomeações, tornou-se demonstrador de anatomia e professor assistente de cirurgia clínica no departamento médico da Universidade da Pensilvânia, eleito cirurgião cirurgião do Wills' Eye Hospital; em 1864, cirurgião da Pensilvânia e, em 1867, cirurgião do Hospital Ortopédico; em 1870, professor de cirurgia clínica na Universidade da Pensilvânia; 1871, dos princípios e prática da cirurgia; 1889, professor emérito de cirurgia e professor honorário de cirurgia clínica. Em 1884, ele renunciou ao cargo de cirurgião assistente do Hospital da Pensilvânia e tornou-se cirurgião consultor, e em 1890 foi eleito presidente da Faculdade de Médicos da Filadélfia.

### The Agnew Clinic
The Agnew Clinic é uma pintura de 1889 de Thomas Eakins que retrata Agnew realizando uma operação de mastectomia diante de uma galeria de estudantes e médicos. Em 1889, os estudantes da Escola de Medicina da Universidade da Pensilvânia encomendaram a Eakins para fazer um retrato do professor de cirurgia aposentado Dr. D. Hayes Agnew. Trabalhando dia e noite, Eakins completou a pintura em três meses, a tempo de ser apresentada no início do ano letivo da Universidade em 1 de maio de 1889.

## Obras selecionadas
Agnew primeiro concretizou seu nome como escritor através de suas palestras introdutórias, e sua “Classificação do Reino Animal”, de 1861, é considerada uma obra melhor ainda do que a do Barão Dominique Jean Larrey.
“Practical Anatomy”, um novo arranjo do “London Dissector” com inúmeras modificações e adições, contendo uma descrição concisa dos músculos, vasos sanguíneos, nervos, vísceras e ligamentos do corpo humano como aparecem na dissecção, com ilustrações, lançado em 1856.
Sua obra mais conhecida foi: “Os Princípios e Prática da Cirurgia”, sendo um tratado sobre doenças e lesões cirúrgicas. vol. 3 Filadélfia, 1878–1883.
Outros trabalhos foram: “Princípios Gerais de Diagnóstico Cirúrgico”. Em “Enciclopédia Internacional de Cirurgia” (Ashhurst), Nova Iorque, 1881, i. O mesmo: “Principes généraux de diagnostic chirurgical”. Em “Encylopédie international de chirurgie” (Ashhurst), Paris, 1883, ii. O mesmo: “Kwaika sinron. Os princípios e prática da cirurgia”, sendo um tratado de doenças e lesões cirúrgicas. Traduzido por M. Toyabe. vol. 2 Tóquio, 1889. Memórias de John Light Atlee; lido no College of Physicians of Philadelphia, 3 de fevereiro de 1886. Com retrato. Filadélfia, 1886. Reproduzido de “Transactions of College of Physicians”, Filadélfia, 1886, 3 p., viii.